# David G. Victor
Pour les articles homonymes, voir Victor.
David G. Victor est un professeur d'innovation et de politique publique à la School of Global Policy and Strategy de l'Université de Californie à San Diego (UCSD), où il est titulaire de la chaire dotée du Center for Global Transformation en innovation et politique publique. Il est actuellement codirecteur de la Deep Decarbonization Initiative à l'échelle du campus. D2I est une collaboration de professeurs de tout le campus de l'UCSD qui travaillent à l'intersection de la science, de la technologie et de la politique. L'initiative a été fondée en tant que partenariat entre la Jacobs School of Engineering de l'UCSD et la School of Global Policy and Strategy. À l'UCSD, il était auparavant le cofondateur du Laboratoire sur le droit international et la réglementation (ILAR).
Il est également professeur en climatologie, sciences atmosphériques et océanographie physique à la Scripps Institution of Oceanography (adjoint) ainsi que professeur au Département de génie mécanique et aérospatial (affilié) à la Jacobs School of Engineering.
Il est titulaire d'un doctorat en sciences politiques du Massachusetts Institute of Technology (MIT) et a obtenu son AB en histoire et sciences de l'Université Harvard.

## Carrière
Avant de rejoindre l'UCSD, David G. Victor est directeur du programme sur l'énergie et le développement durable (PESD) à l'Université Stanford, où il a été professeur à la Stanford Law School et a enseigné le droit de l'énergie et de l'environnement. PESD est un programme international interdisciplinaire qui s'appuie sur les domaines de l'économie, des sciences politiques, du droit et de la gestion pour étudier comment la production et la consommation d'énergie affectent le bien-être humain et la qualité de l'environnement. Le programme est alors financé par une subvention de 7,5 millions de dollars du géant pétrolier BP. Plus tôt dans sa carrière, il a également dirigé le programme scientifique et technologique du Council on Foreign Relations et dirigé l'une des premières évaluations majeures de l'efficacité du droit international de l'environnement à l'Institut international d'analyse des systèmes appliqués.
Il est membre du Global Future Council on Energy du Forum économique mondial, où ses recherches et ses travaux portent sur le gaz naturel comme carburant de transition vers une décarbonisation profonde. Il est également membre du Council on Foreign Relations.
David G. Victor était un auteur principal du Groupe d'experts intergouvernemental sur l'évolution du climat (GIEC).
En 2014, il est choisi en tant que président du comité d'engagement communautaire (CEP) pour le déclassement de la centrale nucléaire de San Onofre, en près de San Diego. Le CEP est composé de diverses parties prenantes des villes et des comtés voisins. Les membres comprennent des élus, des représentants de l'armée américaine, des organisations environnementales, des groupes d'entreprises et de travailleurs et des institutions universitaires.
En 2016, il est nommé coprésident de l'initiative sur la sécurité énergétique et le climat de la Brookings Institution.
En 2018, il dépose un rapport en tant que témoin expert au nom du gouvernement fédéral dans l'affaire Juliana v. United States (en), procès climatique, arguant qu'à la lumière des jeux de pouvoir politiques, la branche exécutive du gouvernement des États-Unis n'avait aucun contrôle sur le calendrier et l'augmentation des émissions de la production américaine de combustibles fossiles et que, en raison de la nature mondiale du problème, l'augmentation des émissions historiques ne peut être attribuée à l'action nationale des États-Unis.
En 2020, il est officiellement élu à l'Académie américaine des arts et des sciences, l'une des sociétés honorifiques les plus prestigieuses du pays.

## Livres
- Global Warming Gridlock: Créer des stratégies plus efficaces pour protéger la planète, Cambridge University Press, 2011[18]
- Pétrole et gouvernance : les entreprises publiques et l'approvisionnement énergétique mondial, Cambridge University Press, 2011[19]
- Gaz naturel et géopolitique : de 1970 à 2040, Cambridge University Press, 2006[20]
- L'effondrement du protocole de Kyoto et la lutte pour ralentir le réchauffement climatique, Princeton University Press, 2004[21]
- Changement climatique : Débattre des options politiques de l'Amérique, Council on Foreign Relations Press, 2004[22]